# Samir Banerjee
Samir Banerjee est un joueur de tennis américain, né le 2 octobre 2003.

## Biographie
Samir Banerjee est issu d'une famille américaine d'origine indienne: son père vient de l'Assam et sa mère de l'Andhra Pradesh.

### Carrière en junior
Le 11 juillet 2021, il remporte le tournoi junior de Wimbledon, s'imposant en finale face à son compatriote Victor Lilov.